# Agathotoma merlini
Agathotoma merlini é uma espécie de gastrópode da família Mangeliidae.